# 姜古庄村
姜古庄村，中华人民共和国山东省济南市章丘市高官寨镇所辖的一个行政村。全行政村人口185户、692人(2005年)。耕地面积1011亩(2005年)。行政区划代码370181114230。